# سی‌ریا ریکتس
سی‌ریا ریکتس (انگلیسی: C'eria Ricketts؛ زادهٔ) بازیکن بسکتبال اهل ایالات متحده آمریکا است.